# Крокала
Крокала је у грчкој митологији била нимфа.

## Митологија
Била је Океанида, чије је име означавало морску обалу. Била је једна од Артемида, нимфи пратиља богиње Артемиде. Поменуо ју је Овидије у „Метаморфозама“.